# Дефероксамін
Дефероксамін (лат. Deferoxaminum, англ. Deferoxamine) — природний препарат, сидерофор бактерії Streptomyces pilosus, та є хелатоутворюючою сполукою. Дефероксамін застосовується підшкірно та внутрішньом'язово, рідше внутрішньовенно. Дефероксамін схвалений для клінічного застосування у США в 1968 році. Продається під торговельною назвою "Десферал".

## Фармакологічні властивості
Дефероксамін — природний препарат, який за своїм походженням є сидерофором бактерії Streptomyces pilosus. Механізм дії препарату полягає в утворенні хелатних комплексів з тривалентними іонами заліза, меншою мірою зв'язує також двовалентні іони заліза, зв'язується також з іонами алюмінію. Після парентерального введення дефероксамін зв'язує як залізо плазми крові та тканинний алюміній, так і залізо, яке входить до складу ферментів феритину і трансферину, після чого утворені сполуки металів виводяться з організму з сечею. Дефероксамін застосовується при вторинному гемосидерозі (зокрема при таласемії та інших хронічних анеміях), гострих отруєннях сполуками заліза, шкірних відкладеннях заліза при порфірії, при хронічному підвищенні концентрації алюмінію в крові (у тому числі у хворих термінальною нирковою недостатністю та анемії, спричиненій підвищеним рівнем алюмінію в крові). Препарат також може застосовуватися при первинному гемохроматозі при протипоказах для проведення флеботомії. Дефероксамін також застосовується в комплексному лікуванні гострого панкреатиту, як інгібітора вивільнення іонів заліза, які є основним активатором синтезу гідроксильного та ліпідного радикалів, які є ініціаторами процесів вільнорадиального окислення та ендотоксемії при гострому панкреатиті.

### Фармакокінетика
Після перорального застосування біодоступність дефероксаміну складає лише 2 %, після парентерального введення препарат всмоктується повністю та швидко розподіляється в організмі, масимальна концентрація дефероксаміну досягається протягом 30 хвилин. Препарат погано (на 10 %) зв'язується з білками плазми крові. Дефероксамін проникає через плацентарний бар'єр, даних за проникнення в грудне молоко препарату немає. Метаболізується дефероксамін у печінці з утворенням кількох неактивних метаболітів. Виводиться дефероксамін з організму з сечею, початковий період напіввиведення препарату становить 1 годину, період напіввиведення метаболітів становить 6 годин.

## Покази до застосування
Дефероксамін застосовують при вторинному гемосидерозі (зокрема при таласемії та інших хронічних анеміях), гострих отруєннях сполуками заліза, шкірних відкладеннях заліза при порфірії, при хронічному підвищенні концентрації алюмінію в крові (у тому числі у хворих термінальною нирковою недостатністю та анемії, спричиненій підвищеним рівнем алюмінію в крові), при первинному гемохроматозі за наявності протипоказів для проведення флеботомії.

## Побічна дія
При застосуванні дефероксаміну можливі наступні побічні ефекти:
- Алергічні реакції — шкірний висип, кропив'янка, набряк Квінке, гарячка, анафілактичний шок та інші анафілактоїдні реакції, бронхіальна астма.
- З боку травної системи — нудота, блювання, діарея, біль у животі.
- З боку нервової системи — головний біль, запаморочення, периферична нейропатія, парестезії, порушення зору, катаракта, шум у вухах, глухота, вкрай рідко судоми.
- Інші побічні ефекти — мукормікоз, єрсиніоз, артралгія, міалгія, затримка росту кісток, спазми м'язів, гостра ниркова недостатність, гострий респіраторний дистрес-синдром.
- Зміни в лабораторних аналізах — лейкопенія, тромбоцитопенія, підвищення рівня креатиніну і сечовини в крові.
- Місцеві реакції — біль, висипання, набряк, припухлість, припікання і гіперемія у місці введення.

## Протипокази
Десферал протипоказаний при підвищеній чутливості до препарату, у І триместрі вагітності, при годуванні грудьми, при анурії. З обережністю препарат застосовується при важкій нирковій недостатності.

## Форми випуску
Десферал випускається у вигляді порошку для ін'єкцій у флаконах по 500 мг і 2 г.